# Episodi di Warrior (prima stagione)
La prima stagione della serie televisiva Warrior, composta da 10 episodi, è stata trasmessa in prima visione assoluta sul canale statunitense via cavo Cinemax dal 5 aprile  al 7 giugno 2019.
In Italia, la stagione è andata in onda in prima visione assoluta sul canale satellitare Sky Atlantic dal 15 luglio al 12 agosto 2019, in chiaro la prima stagione è stata trasmessa in prima visione su Rai 4 dal 23 ottobre al 20 novembre 2020.
| nº | Titolo originale                   | Titolo italiano                      | Prima TV USA   | Prima TV Italia |
| -- | ---------------------------------- | ------------------------------------ | -------------- | --------------- |
| 1  | The Itchy Onion                    | Una cipolla inquieta                 | 5 aprile 2019  | 15 luglio 2019  |
| 2  | There's No China in the Bible      | La Cina non è sulla Bibbia           | 12 aprile 2019 | 15 luglio 2019  |
| 3  | John Chinaman                      | John Chinaman                        | 19 aprile 2019 | 22 luglio 2019  |
| 4  | The White Mountain                 | La montagna bianca                   | 26 aprile 2019 | 22 luglio 2019  |
| 5  | The Blood and the Sh*t             | Sangue e feccia                      | 3 maggio 2019  | 29 luglio 2019  |
| 6  | Chewed Up, Spit Out and Stepped On | Masticato, sputato e calpestato      | 10 maggio 2019 | 29 luglio 2019  |
| 7  | The Tiger and the Fox              | La tigre e la volpe                  | 17 maggio 2019 | 5 agosto 2019   |
| 8  | They Don't Pay Us Enough to Think  | Non ci pagano abbastanza per pensare | 24 maggio 2019 | 5 agosto 2019   |
| 9  | Chinese Boxing                     | Chinese Boxing                       | 31 maggio 2019 | 12 agosto 2019  |
| 10 | If You're Going to Bow, Bow Low    | Nel caos nascono le opportunità      | 7 giugno 2019  | 12 agosto 2019  |

## Una cipolla inquieta
- Titolo originale: The Itchy Onion
- Diretto da: Assaf Bernstein
- Scritto da: Jonathan Tropper

### Trama
Ah Sahm, sbarca nel 1878 a San Francisco in cerca di sua sorella, Xiao Jing. Mentre i migranti attraversano il processo di verifica, Ah Sham aiuta uno di loro che viene molestato da funzionari con le sue arti marziali. Il gesto impressiona un mercante nero, Wang Chao, che porta in seguito Ah Sahm a presentarlo a Padre Jun, leader del clan Hop Wei, e suo figlio Young Jun. Due irlandesi vengono arrestati per omicidio dall'agente Richard Lee, mentre Lymon Merriweather, un uomo d'affari esorta il sindaco e il vicesindaco a proteggere la sua forza lavoro cinese. L'agente Lee si offre volontario e diventa parte della squadra di Chinatown sotto l'ufficiale veterano "Big" Bill O'Hara. Il giovane Jun viene quasi catturato in un bordello daTong, un uomo del clan rivale Long Zii, ma interviene Ah Sahm, poi accusa la signora Ah Toy di venderli. Vagando per le strade, Ah Sahm si imbatte nel quartier generale della Long Zii e viene avvisato di non avventurarsi in questo terrorismo. Più tardi, Ah Sahm incontra Li Yong, l'esecutore di Long Zii e scopre che sua sorella, che stava cercando, è ora moglie del leader di Long Zii sotto il nome di Mai Ling. Abituata alla sua nuova vita, dice a suo fratello che il suo ex  è morto e rifiuta di tornare in Cina con lui. Sconvolto, Ah Sahm rivisita Ah Toy e rivela l'identità di sua sorella. I due fanno l'amore. Mai Ling incontra segretamente il Sindaco per assicurargli che la pace non si verificherà a Chinatown, rafforzando ulteriormente le sue stesse aspirazioni. Sgattaiolando fuori mentre ammantato, Ah Toy massacra i due irlandesi che si rivelano essere parte della mafia irlandese.

## La Cina non è sulla Bibbia
- Titolo originale: There's No China in the Bible
- Diretto da: Loni Peristere
- Scritto da: Jonathan Tropper

### Trama
La banda di Long Zii tenta di contrabbandare oppio ad insaputa del clan Hop Wei, ma viene uccisa dopo che un ufficiale di polizia corrotto si lancia di nascosto tra Young Jun, Bolo e Ah Sahm, che li intercetta. Nonostante l'attacco, Long Zii vuole fare la pace e stringere un'alleanza con Hop Wei per unire le tenaglie cinesi prima che il governo degli Stati Uniti approvi il Chinese Exclusion Act, ignaro che Mai Ling stia segretamente lavorando con il vice sindaco Walter Buckley, che vuole una guerra tra le piazze. Nel frattempo, la moglie del sindaco, Penelope Blake, viene attaccata da due irlandesi ubriachi per aver portato con sé il suo maggiordomo cinese Jacob, ma viene salvato da Ah Sahm. Tuttavia, Ah Sahm viene arrestato da Big Bill O'Hara nonostante le proteste di Penelope e Lee che lo difendono. Penelope chiede aiuto a suo marito Samuel, ma rifiuta per paura di perdere i suoi elettori bianchi anti-cinesi, e Ah Sahm è un difensore di Hop Wei. Penelope in seguito visita Ah Sahm in prigione e scopre che sa parlare inglese. Nonostante le richieste di Penelope ad Ah Sahm di difendersi in tribunale, questi rifiuta, poiché la polizia non è solo corrotta e razzista, ma cerca anche di addossargli la colpa dei due irlandesi uccisi da Ah Toy. Altrove, Ah Toy taglia la lingua di una delle sue prostitute per essere una talpa della Long Zii e Li Yong uccide l'ufficiale di polizia che si è avvicinato di soppiatto al Hop Wei.

## John Chinaman
- Titolo originale: John Chinaman
- Diretto da: Loni Peristere
- Scritto da: Adam Targum

### Trama
Il boss irlandese Dylan Leary minaccia velatamente l'industriale Byron Mercer, il padre di Penelope, di assumere solo irlandesi nonostante la sua compagnia non abbia ancora vinto il contratto di funivia. A corte, Ah Sahm è accusato ingiustamente di "un attacco non provocato" a Seamus e suo figlio, e anche i pubblici ministeri vogliono accusarlo dell'omicidio degli uomini di Leary. Leary manda alcuni dei suoi uomini a picchiare Ah Sahm in prigione solo per farli sconfiggere da quest'ultimo. Ah Sahm chiama Bill per aiutare la banda irlandese che fa cambiare idea a Ah Sham. Il giorno successivo, le accuse contro Ah Sahm vengono ritirate dopo che Seamus non è comparso in tribunale, a causa delle azioni di Mai Ling, che minaccia di uccidere la famiglia di Seamus se dovesse andare in tribunale. Ciò provoca la formazione di una folla inferocita, che il sindaco Samuel Blake è in grado di sottometterli promettendo azioni contro le bande cinesi. Ah Sahm è in grado di sgattaiolare fuori con l'aiuto di Bill e Chao, con quest'ultimo che dà ad Ah Sahm un messaggio di Mai Ling, che gli dice di lasciare San Francisco. Ah Sahm ritorna al Hop Wei dove gli viene data la festa di benvenuto da eroe per essere successivamente punito da padre Jun a causa delle sue azioni. Più tardi quella notte, Ah Sahm visita Penelope a casa sua dove lo ringrazia per averla salvata e un arrabbiato Leary ordina a Seamus e alla sua famiglia di lasciare San Francisco prima che la sua banda bruci la casa.

## La montagna bianca
- Titolo originale: The White Mountain
- Diretto da: David Petrarca
- Scritto da: Kenneth Lin

### Trama
Bill viene battuto da Pinkertons guidato dal suo vecchio amico, Jack Damon, che è stato assunto dal Fung Hai Tong a causa del suo grande debito di gioco che deve alla banda e viene avvertito di rimborsare il debito in tre settimane. Ah Sahm e Penelope si innamorano e iniziano una relazione. L'opinione di Lee su Bill peggiora a causa delle costanti bugie di Bill e dell'accettazione di una bustarella da parte di Ah Toy per non arrestare le sue ragazze durante un raid della polizia a sorpresa nel suo bordello. Mai Ling ha un incontro con il capo del Fung Hai per un'alleanza, ma rifiuta di parlarle a causa del suo genere, quindi Mai Ling lo uccide per veleno. Il suo successore Zing accetta di lavorare con lei. Mentre Buckley diffonde la propaganda anti-cinese sulla stampa, Mai Ling dice ad Ah Sahm di tornare in Cina poiché non solo è una spina nei suoi piani, ma ci sarà una battaglia tra le bande.

## Sangue e feccia
- Titolo originale: The Blood and the Shit
- Diretto da: Kevin Tancharo
- Scritto da: Kenneth Lin

### Trama
Ah Sahm e Young Jun trasportano un cadavere cinese morto da Grass Valley, Nevada a San Francisco, per una corretta sepoltura tramite carrozza trainata da cavalli. L'autista della diligenza informa i passeggeri, i cavalli sono stanchi costringendoli a passare la notte in un salone di proprietà di una coppia interrazziale, un ex coolie cinese e sua moglie americana bianca. Durante il loro soggiorno, Young Jun si innamora di Wankeia, la prostituta nativa americana del salone, nonostante la barriera linguistica tra i due. Quest'ultimo è stato derubato da una banda di cowboy guidata da Harlan French, ma Harlan è costretto a fuggire dopo che Ah Sahm e Young Jun hanno combattuto e ucciso la sua banda. Ah Sahm scopre che il cadavere è stato usato da padre Jun per contrabbandare oro ed è stato il vero bersaglio di Harlan. Sapendo che Harlan vorrà vendicarsi dopo aver portato il resto della sua banda, Ah Sahm e Young Jun collaboreranno con i proprietari della berlina e i passeggeri sopravvissuti per affrontarli. Più tardi quella notte, la banda di Harlan attacca il salone solo per essere ucciso dai suoi difensori. La mattina dopo, Ah Sahm e Young Jun salutano i loro compagni prima di tornare a San Francisco a cavallo.

## Masticato, sputato e calpestato
- Titolo originale: Chewed Up, Spit Out and Stepped On
- Diretto da: David Petrarca
- Scritto da: Evan Endicott e Josh Stoddard

### Trama
Un tentativo di assassinio di padre Jun tramite dinamite  durante una parata del Capodanno cinese finisce per ferire e uccidere molte persone, inclusa una donna bianca. La sua morte viene usata dal senatore Robert Crestwood, un sostenitore del Exclusion Act cinese, che spera di diventare il prossimo presidente degli Stati Uniti e approvare leggi più severe sui cinesi. Il giovane Jun apprende da Chao che l'attacco a suo padre è stato compiuto dai Fung Hai e dai loro nuovi alleati, i Long Zii. Per rappresaglia, Young Jun, Ah Sahm e Bolo attaccano il casinò di Fung Hai e inviano un avvertimento al Long Zii. Più tardi, Long Zii ha un incontro con padre Jun per scusarsi per le sue azioni subordinate, offre compensi e pace tra le loro bande. Tuttavia, padre Jun accetterà la pace solo in cambio della vita di Long Zii. Nel frattempo, Bill chiede aiuto a Leary nel pagare i suoi debiti con Damon, Leary è d'accordo e dopo aver appreso che Damon sta lavorando con il Fung Hai, lo sfida a pugni e lo picchia brutalmente su una polpa insanguinata come punizione per aver lavorato con i cinesi e forza Bill ad uccidere Damon per proteggere la sua famiglia, lasciando Bill traumatizzato.

## La tigre e la volpe
- Titolo originale: The Tiger and the Fox
- Diretto da: Lin Oeding
- Scritto da: Brad Kane

### Trama
Quando Byron rivela a sua figlia che la sua compagnia fallirà se non vincerà il contratto con la funivia, Penelope seduce con riluttanza suo marito per convincerlo. Un cacciatore di taglie della Georgia rivela a Bill che Lee è ricercato per omicidio colposo dei suoi due cugini in Georgia e si offre di condividere i soldi della ricompensa se lo aiuta. Bill si confronta con Lee sulla generosità che Lee rivela di aver ucciso i suoi cugini dopo aver ucciso la sua ragazza nera, Nora, che convince Bill a sostenere Lee ed esilia il cacciatore di taglie da San Francisco. Quando Ah Sahm viene a sapere che padre Jun ha inviato Bolo per uccidere Long Zii e Mai Ling, si precipita nella casa sicura della coppia e combatte Bolo che termina con Mai Ling che uccide Bolo. Dopo che Mai Ling dice a suo fratello di andarsene prima che arrivi il resto della Long Zii, Mai Ling uccide lei stessa suo marito ma gli promette vendetta su coloro che lo vogliono morto. Ah Toy compra una ragazza dello stesso villaggio di nome Lai dal trafficante di esseri umani Zan e la rende una cameriera anziché una prostituta. Ma Zan la prende di mira offrendole di vendere la verginità della ragazza a un altro cliente nonostante la sua proprietà, quindi Ah Toy ha fatto torturare Zan e cacciato via dal suo bordello. La mattina dopo, quando la notizia della morte di Bolo e Long Zii arriva a Chinatown, entrambe le bande Hop Wei e Long Zii entrano in guerra per vendicare la morte del loro compagno.

## Non ci pagano abbastanza per pensare
- Titolo originale: They Don't Pay Us Enough to Think
- Diretto da: Lin Oeding
- Scritto da: Evan Endicott e Josh Stoddard

### Trama
La guerra tra bande di Chinatown incombe e lascia molte persone morte e ferite, costringendo il sindaco Blake a sostenere le opinioni anti-cinesi del senatore Crestwood, con grande dispiacere di Bill poiché significa che verrà usato come pedone politico. Lao Ting della Chinatown Business Association chiede un incontro tra padre Jun e Mai Ling per porre fine alla guerra tra le loro bande con entrambe le parti che acconsentono a sistemare la loro differenza su un duello tra i loro migliori combattenti che, se Hop Wei vince, lo status quo tra loro torneranno, ma se vince la Long Zii, gli sarà permesso di trasportare l'oppio nel loro territorio. Ah Sahm diventa depresso dopo che Penelope termina la loro relazione e viene scelto dagli Hop Wei come loro combattente nel duello imminente, ma un discorso severo di Ah Toy e Mai Ling che lo implora di perdere lo convince a riprendersi e iniziare a esercitarsi. Nel frattempo, il magnate immobiliare Richard Timmons ricatta Ah Toy e il suo socio Leonard Patterson per più soldi per comprare terra a Spring Valley che lei inizialmente concorda ma quando Timmons chiede a Patterson di tradirla e unirsi a lui, Ah Toy uccide Timmons e scarica il suo corpo nel mare. Più tardi Ah Toy scopre che Lai è una spadaccina esperta come lei.

## Chinese boxing
- Titolo originale: Chinese Boxing
- Diretto da: Loni Peristere
- Scritto da: Jonathan Tropper

### Trama
Tutta Chinatown è testimone del duello tra Li Yong e Ah Sahm sul commercio di oppio, che si conclude con Li Yong vittorioso e Ah Sahm brutalmente picchiato e quasi ucciso. Bill interviene sparando in aria un colpo di pistola facendo scappare tutta la folla presente all' incontro, salvando così Ah Sahm. Di conseguenza, padre Jun onora il loro accordo e consente ai Long Zii di scambiare oppio con il loro terrore. Mai Ling viene eletta come il nuovo leader della Long Zii e uccide uno dei suoi subordinati che non è d'accordo con la sua leadership. Mentre Ah Sahm si riprende e si prende cura di Ah Toy e Lai, ricorda il suo passato da ragazzino che è entrato in combattimenti dopo la morte del nonno americano fino a quando sua sorella non lo presenta a Sifu Li Qiang che gli insegna il Kung Fu. Più tardi, Ah Sahm viene visitato da Penelope, e Young Jun, che lo informa di non essere più membro di Hop Wei dopo aver perso il duello, e non gli è permesso di unirsi a un altro clan con la minaccia della morte. Nel frattempo, il vice sindaco Buckley mente a Byron per aumentare il sentimento anti-cinese della banda irlandese, ma sostenendo di aver assunto lavoratori cinesi più economici per il progetto della funivia e Lee viene attaccato dal Fung Hai per rappresaglia di Bill che attacca uno dei loro esattori.

## Nel caos nascono le opportunità
- Titolo originale: If You're Going to Bow, Bow Low
- Diretto da: Loni Peristere
- Scritto da: Jonathan Tropper

### Trama
Un Ah Sahm sconfitto, con il suo spirito fratturato, indietreggia e si ritira verso la classe operaia della società cinese. Bill si dirige in ospedale e veglia sull'ufficiale Lee, e giura punizione per il Fung Hai. In uno spettacolo di forza, Zing offre a Bill un accordo; la sua banda non danneggerà più la sua famiglia e i suoi amici, ma in cambio, il poliziotto diventerebbe il loro esattore sui clienti bianchi. Padre Jun traccia le sue concessioni territoriali su Mai Ling e la avverte di non superare quei confini. Dopo aver appreso il recente giro di vite delle tenaglie da parte della polizia, Mai Ling affronta Zing per l'attacco della sua banda all'agente Lee. Zing rivela di essersi alleato con Mai Ling per entrare nel commercio di oppio e la costringe a rinegoziare la loro alleanza dopo che il Fung Hai circonda il quartier generale di Long Zii. Mercer agisce sul bluff del vicesindaco Buckley riducendo la sua forza lavoro irlandese con lavoratori cinesi più economici, il che incita Leary ad agire violentemente. Il giovane Jun invita Ah Sahm a tornare nel clan Hop Wei, ma viene respinto. Ci prova pure Wang Chao ma con gli stessi risultati di Young Jun. Leary minaccia Buckley, lo accoltella e con la sua banda attacca la fabbrica di Mercer con i suoi lavoratori cinesi, motivando Ah Sahm a reagire, battendo la maggior parte degli uomini del boss irlandese, per poi affrontarlo. Il loro duello viene interrotto dall'irruzione della polizia dentro la fabbrica. Poi Ah Sahm ringrazia e ripaga Ah Toy per le sue cure con un regalo speciale: i due uomini di Leary che hanno paralizzato i lavoratori cinesi. Bill inizia i suoi preparativi per il Fung Hai. Penelope perde suo padre per infarto, avvenuta durante l'assalto di Leary alla fabbrica, e rileva quest' ultima. Bill e un Lee recuperato continuano la loro pattuglia su Chinatown. Infine Ah Sahm si riunisce al clan Hop Wei.